# Geismar (Fritzlar)
Geismar este un sat cu ca. 1000 locuitori, situat în nordul landului Hessa, Germania. Din anul 1972 satul este integrat în orașul Fritzlar. 

## Istoric
În anul 723 conform legendei, Bonifacius lasă să fie tăiat stejarul considerat sacru de tribul germanic Chatti, stejar care era amplasat după unii pe locul bisericii de azi din sat.